# Clematis patens 'Danielle Deronda'
Cultivar
La clématite 'Daniel Deronda' est un cultivar de clématite obtenu en 1882 par Charles Noble en Angleterre.
Son nom provient du personnage d'un roman de George Eliot de 1876.

## Description

### Feuilles
Les feuilles de ce cultivar de clématite sont vert tendre sur le dessus, puis plus claires sur la face inférieure. Elles mesurent entre 6 et 10 centimètres.

### Tiges
'Daniel Deronda' possède comme la plupart des clématites une tige rougeâtre, mais verte pour les pousses de l'année.

### Fleurs
Les fleurs de 'Daniel Deronda' se remarquent par un fabuleux bleu vif, presque bleu nuit. À taille adulte les fleurs s'ouvrent sur environ 16 centimètres.

#### Bouton floral et pédoncule
Le bouton floral quant à lui mesure environ 5 centimètres, de couleur verte il se fond avec le feuillage. Le Pédoncule mesure environ 4 centimètres d'une couleur verte également.

#### Sépales
'Daniel Deronda' possède des sépales bleu vif d'une taille comprise entre 6 et 8 centimètres, il est pointu à l’extrémité. Ceux-ci se chevauchent légèrement à la base.

#### Étamines et stigmates
Le contraste entre les sépales bleus et les étamines blanches et assez frappant. Les stigmates sont également blancs.

#### Parfum
Ce cultivar ne possède pas de parfum particulier.

## Obtention
'Daniel Deronda' a été obtenue par Charles Noble par le croisement de Clematis lanuginosa et de Clematis patens 'Fortunei'.

## Distribution
En France, cette clématite est distribuée par plusieurs pépinières.

## Protection
'Daniel Deronda' a été obtenue en 1882, par ce fait elle ne possède pas de protection dans le monde. À cette époque la protection des obtentions variétales n'était pas d'actualité et les différents obtenteurs distribuaient leurs plantes sans protections et sans droit de distribution. Aujourd'hui 'Daniel Deronda' peut être multipliée par tout le monde.

## Culture

### Plantation
La clématite 'Daniel Deronda' s'épanouit très bien en pot ou en pleine terre. Elle doit être plantée dans un mélange drainant, fertile et léger. Les racines préfèrent  un sol frais et ombragé.

### Croissance
À taille adulte cette clématite s'élance entre 2 et 3 mètres en gardant un feuillage assez dense.

### Floraison
'Daniel Deronda' fleurit deux fois par an sur le bois de l'année précédente; au printemps elle dispose d'une floraison entre mai et juin parfois semi-double. À l'automne la floraison est plus tardive que la plupart des clématites de ce groupe; elle fleurit entre septembre et octobre sur la pousse de l'année. Elle fait partie du groupe 2.

### Utilisations
'Daniel Deronda' est parfait pour les pergolas, treillis, tonnelles et clôtures. Elle peut aussi grimper sur des supports naturels tels que les feuillus, des conifères et des arbustes.

### Taille
La clématite 'Daniel Deronda' a besoin d'une taille annuelle, souvent au mois de mars mais à toute période de repos végétatif. Elle demande une taille légère, c'est-à-dire une taille de 30 cm sur un tiers des branches.

### Résistance
Cette clématite résiste à des températures jusqu'à moins 25 degrés Celsius.

### Maladies et ravageurs
La clématite 'Daniel Deronda' est sensible à l'excès d'eau ce qui pourrait provoquer une pourriture du collet de la plante et ainsi la mort de la clématite. Elle peut également souffrir d'apoplexie due à un champignon appelé Ascochyta clematidina, provoquant un flétrissement brutal des feuilles. Pour combattre ce champignon la terre doit être remplacée sur 20 cm et l'excès d'eau doit être proscrit.
Les limaces peuvent également s'attaquer à cette clématite et notamment aux jeunes pousses du printemps.

## Récompense
Ce cultivar de clématite a obtenu le RHS Award of garden merit de la Royal Horticultural Society d'Angleterre.